# Plachtění (loď)

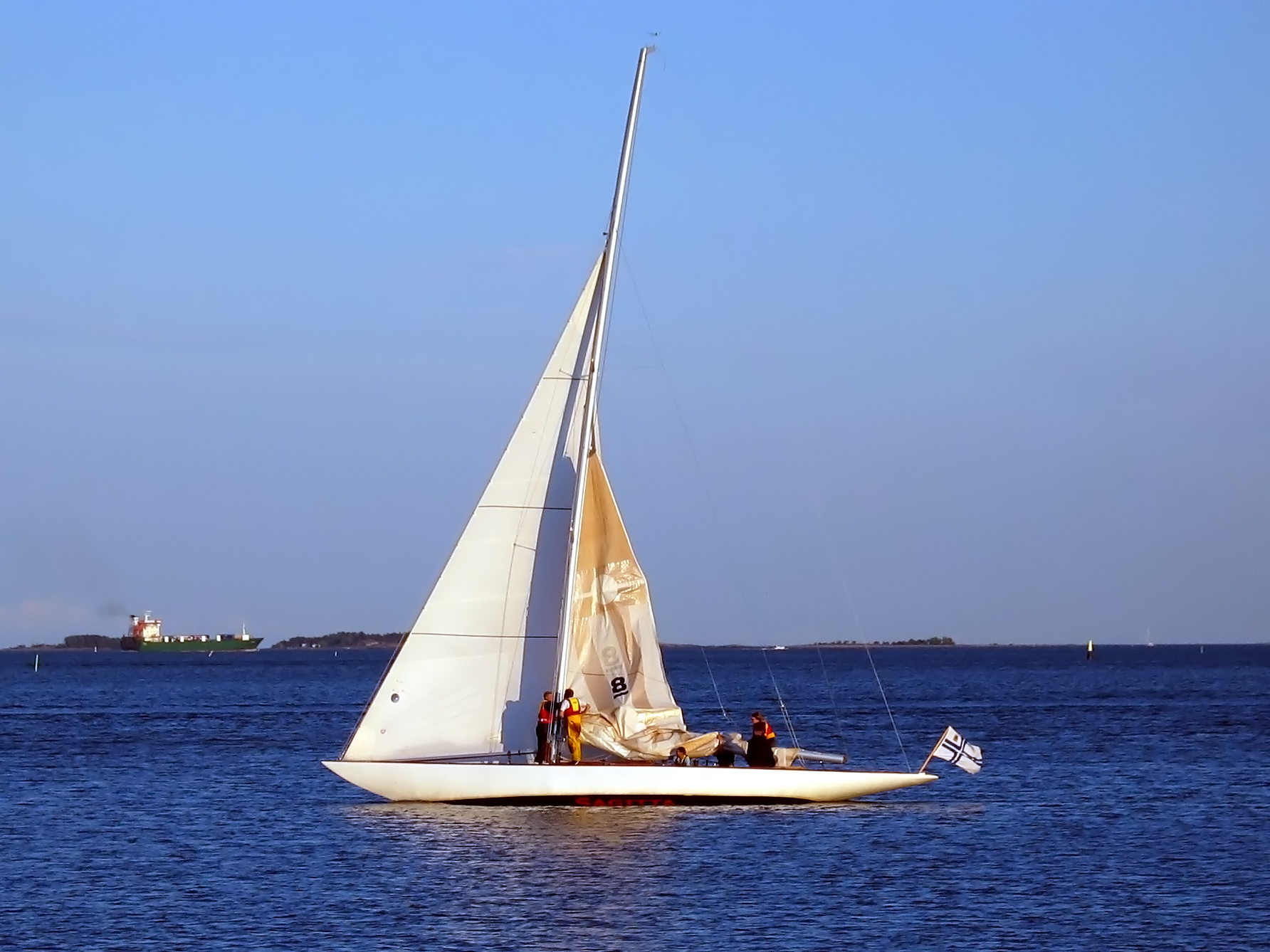
Plachtění

Plachtění je metoda jízdy založená na větrném pohonu pomocí plachet, používaná především na vodě u plachetnic (sport na tomto založený se nazývá jachting). Plachtění však využívají i jiné podobné systémy pohonu, např. lední jachty na ledě nebo hypotetické sluneční plachetnice poháněné tlakem slunečního záření namísto větrem. Před nasazením parního stroje počátkem 19. století bylo plachtění hlavní metodou pohonu u dálkové námořní dopravy, dnes se používá v podstatě jen pro sportovní, rekreační a cvičné účely.
Vítr vytváří na návětrné straně plachty přetlak a na závětrné podtlak. Součet obou sil je celková aerodynamická síla působící na plachtu. Tato síla se pak zčásti přenáší do pohybu lodi kupředu. Jízda přímo proti větru je nemožná, systém oplachtění běžných plachetnic však umožňuje jízdu pod ostrým úhlem proti větru. To se dá využít k cestování ve směru přímo proti větru s pomocí dráhy ve tvaru písmene Z složené z úseků šikmo proti větru střídavě na levou a pravou stranu a ostrých obratů.